# Krostitz
Krostitz é um município da Alemanha, situado no distrito da Saxônia do Norte, no estado da Saxônia. Tem 43,83 km² de área, e sua população em 2019 foi estimada em 4.033 habitantes.